# جيرج ويتوير
جيرج ويتوير هو لاعب كرة قدم سويسري في مركز الدفاع، ولد في 25 يوليو 1959. لعب مع يانغ بويز.